# バフィー 〜恋する十字架〜
- 吸血キラー／聖少女バフィー[1][2]

『バフィー 〜恋する十字架〜』（英: Buffy the Vampire Slayer）は、1997年から2003年にかけてアメリカで製作されたテレビドラマ（海外ドラマ）。製作・監督・脚本はジョス・ウィードン他。全7シーズン。
バフィーを演じたサラ・ミシェル・ゲラーは、この作品で一躍人気女優となった。

## 概要
1992年に製作された同名映画『Buffy the Vampire Slayer』（日本では『バッフィ/ザ・バンパイア・キラー』として公開）の続編として、キャストを一新してテレビドラマ化した作品。巧みなストーリー展開やバフィーとバンパイアたちとの戦いなどが話題となり、アメリカを中心に大人気シリーズとなる。
ジョス・ウィードンがこの作品を思いついたきっかけは「バカなブロンド娘がモンスターに殺される映画は見飽きた。一度でいいから、そのバカなブロンド娘がモンスターを蹴り上げる映画を見てみたいと思った」と述べている。またウィードンは、「ホラーとしての高校生活」を描きたかったとも語っており、このシリーズに登場するオカルト的な事象は、「思春期の視聴者が感じる個人的な問題のメタファーである」とも言っている。
ウィードンや『LOST』のJ・J・エイブラムス等、ナード系のクリエイター達が活躍するようになったこともあり、『リーパー/デビルバスター』『Chuck』『HEROES/ヒーローズ』をはじめとするアメリカのSF・ファンタジー系のドラマでオタク（ナード）的な若者が活躍する番組が多く製作されるようになった。
作中に用いられる手法も独特なものがあり、第4シーズンでは中盤部分に一切セリフがないエピソード（「静けさ」、サイレントエピソードとしてエミー賞にノミネートされた）、第6シーズンではミュージカルのエピソードも製作されている。性描写はシリーズ前半ではほとんど見られないが、第4シーズンからは頻繁に登場する。ただし男性同士の恋愛に関してはキリスト教系団体の反発を避けるため意識的に省かれている。
上記のウィードンの製作意図にもある通り、ホラー・アクションでありながらその本質は青春ドラマにあり、また、第3シーズンの終わりでは校長や市長等が悪の勢力と取引しているという「悪に支配された」高校が破壊されるなど、反体制的な思想も持ち合わせている。
日本では2000年から2004年11月30日までFOXチャンネルで、2008年からSci Fiチャンネルで『バフィー 〜恋する十字架〜』の邦題で全話放映。地上波でもテレビ東京系列で『吸血キラー 聖少女バフィー』の邦題で放映され、日本テレビ系列の『金曜ロードショー』でも第1シーズンの第1話と第2話が放映され『ゴールデン洋画劇場』でも『ヴァンパイア・キラー／聖少女バフィー』の邦題でダイジェスト版が放映された。DVDもこのタイトルで第2シーズンまで発売されている。また、吹替キャストが異なり、『ナイトフォール』の題で発売されたVHSビデオも存在する（全3巻）。ディズニー社のFOX社の版権獲得により、2021年よりディズニープラスでの配信が開始され、全シーズンの吹き替え版の視聴が可能となった。
なお2007年からはコミックスのみの展開であるものの、ダークホースコミックス社よりジョス・ウィードンによる第8シーズンと銘打たれたシリーズが始まっている。

## 放送時間
※FOXチャンネル放送時のみ。リピートあり
| 放送シーズン | 放送話数          | 放送期間                       | 放送時間                 | 備考   |
| ------------ | ----------------- | ------------------------------ | ------------------------ | ------ |
| 1            | 第1話 - 第12話    | 2000年8月3日 - 10月12日        | 木曜 時間不明            |        |
| 2            | 第13話 - 第34話   | 2000年10月19日 - 2001年3月15日 | 木曜 時間不明            |        |
| 3            | 第35話 - 第56話   | 2001年3月22日 - 8月23日        | 木曜 時間不明            |        |
| 4            | 第57話 - 第78話   | 2001年10月7日 - 2002年3月10日  | 日曜 21時00分 - 22時00分 |        |
| 5            | 第79話 - 第100話  | 2002年10月20日 - 2003年3月16日 | 日曜 21時00分 - 22時00分 | [ 8 ]  |
| 6            | 第101話 - 第122話 | 2003年8月31日 - 2004年2月25日  | 日曜 21時00分 - 22時00分 | [ 9 ]  |
| 7            | 第123話 - 第144話 | 2004年7月6日 - 11月30日        | 火曜 22時00分 - 23時00分 | [ 10 ] |

## 登場人物

### 主人公
バフィー・アン・サマーズ
演 - サラ・ミシェル・ゲラー/声 - 水谷優子/日野由利加（ナイトフォール）
主人公。この時代にただ一人、選ばれるバンパイア・スレイヤー。第1シーズンでロサンゼルスから物語の舞台となるサニーデールに引っ越してくる。第5シーズン最終話で、開いてしまった地獄の門を閉じるため、鉄塔から身を投げる。第6シーズン第2話でウィローの魔法によって復活する。しかし、彼女は人間としてではなく、アンデッド（不死者）として復活した。この事は彼女の前にたびたび現れていたスパイクが気づく。第7シーズンでは再建されたサニーデール高校のカウンセラーになる。第8シーズンでスコットランドの古城でザンダーと同居する。

### バフィーの家族
ジョイス・サマーズ
演 - クリスティン・サザーランド/声 - 松岡洋子
バフィーの母親。バフィーのよき理解者。第3シーズンではジャイルズと恋に落ちたこともある。第5シーズンで脳腫瘍が発見され、その後死亡。死亡後も幻影または幽霊としてたびたび登場する。
ドーン・サマーズ
演 - ミシェル・トラクテンバーグ/声 - 寺田はるひ
バフィーの妹。地獄の門の鍵の役割を担う。当初一人っ子の設定だったバフィーに、第5シーズンで突然中学生になる妹のドーンが登場する（その理由は作品内で語られる）。バンパイアであるスパイクを兄のように慕う。第7シーズンではバフィーのもとでスレイヤーになる訓練をうける。
ハンク・サマーズ
演 - ディーン・バトラー/声 - 諸角憲一
バフィーの父親。ロサンゼルスで俳優をしているため、ジョイスとは別居中。その後、愛人と暮らしていることが明らかになる。

### バフィーの仲間たち
ウィロー・ローゼンバーグ
演 - アリソン・ハニガン/声 - 大坂史子/幸田夏穂（ナイトフォール）
バフィーの親友。ザンダーとは幼なじみの親友で、当初は彼に思いを寄せていた。高校時代はコンピュータを駆使したハッキングでバフィーをサポートするが、次第に魔女として能力を発揮する。
アレクサンダー"ザンダー"・ハリス
演 - ニコラス・ブレンドン/声 - 鳥海勝美/遠藤純一（ナイトフォール）
バフィーの親友。性格は陽気で仲間内ではムードメーカー。ただし、学園内では「変人」として浮いていた。
ルパート・ジャイルズ
演 - アンソニー・スチュワート・ヘッド/声 - 金尾哲夫/同左（ナイトフォール）
バンパイア・スレイヤーの後見人・ウォッチャー。イギリス人。サニーデール高校の図書館司書だったが、バフィーが高校を卒業した後は、魔術ショップを開店する。
エンジェル
演 - デヴィッド・ボレアナズ/声 - 堀内賢雄/加納詞桂章（ナイトフォール）
バフィーのボーイフレンド。バンパイアで歳は200歳を超える。かつてはアンジェラスの名で知られた凶悪なバンパイア。しかし、ロマの呪いのため、魂を得て善良な性格になる。第2シーズンでは、シーズン途中で呪いがとけ、アンジェラスが復活する。だが、ウィローが行った黒魔術で再び魂を得る。スピンオフ作品『エンジェル』でもアンジェラスが復活するエピソードがある。転居先のロサンゼルスでは探偵業のほか弁護士も行っていた。
コーディリア・チェイス
演 - カリスマ・カーペンター/声 - 手塚ちはる
愛称はコーディ。バフィーの高校時代の同級生で、ウィローとはザンダーをめぐる恋敵。自称：サニーデール高一のヤな女。高校卒業後、女優を目指しロスに移り住む。しかし、女優としては芽が出ず、悪魔スキップの罠にはまる。2004年に昏睡状態のまま死亡。
ジェニー・カレンダー
演 - ロビア・ラモルテ/声 - 山像かおり
サニーデール高校の教師。エンジェルに魂を与えたロマの末裔。ジャイルズのガールフレンドだったが、魂を失ったエンジェルに殺される。
スパイク
演 - ジェームズ・マースターズ/声 - 堀川仁
「血まみれウィリアム」の異名を持つ、サニーデールに流れてきたバンパイア。後のエピソードでバフィーに恋心を抱くようになる。
ダニエル・オズボーン
演 - セス・グリーン/声 - 佐々木望
愛称：オズ。ウィローの高校時代のボーイフレンド。しかし、ウィローとタラの関係を知り、ウィローと別れる。満月になると狼男に変身する。
ケンドラ・ヤング
演 - ビアンカ・ローソン/声 -
第2シーズンで登場。第1シーズンでバフィーが一瞬だけ死亡したため、彼女の後任として選出されたスレイヤー。「バフィーの運命」ではバフィーがスケート場でバンパイアのエンジェルと一緒にいたため彼女を敵と信じ込む。しかし、誤解がとけたあと、バフィーとともにスパイクたちに拉致されたエンジェルを救出する。第2シーズン最終話「変貌 パート1」で図書室を襲撃したドゥルーシラに殺される。
ウェスラー
演 - マックス・パリッシュ/声 -
バフィーとエンジェルを引き合わせた人物。正体は悪魔。1996年、魂を得たエンジェルがニューヨークの路地でドブネズミを追いかけているの見かけ、ロサンゼルスでスレイヤーになる以前のバフィーに会わせる。そのうえで、彼女を一人前のスレイヤーになれるよう陰で支えるように彼に依頼する。その後、エンジェルがアンジェラスに戻ったことを知り、銀の剣でエンジェルとアカスラを退治するようにバフィーに要求する。
メリック
演 - リチャード・リール、ドナルド・サザーランド（映画版）/声 -
バフィーの最初のウォッチャー。ロスで彼女をスレイヤーにした。TVシリーズでは「変貌 パート1」の回想シーンで登場。
アンヤ・ジェンキンズ
演 - エマ・コーフィールド/声 - 髙月希海
ザンダーの恋人でフィアンセ。復讐の悪魔の肩書きを持つ。第7シーズンで死亡。
ウェスリー・ウィンダム＝プライス
演 - アレクシス・デニソフ/声 - 森田順平
バフィーとフェイスのウォッチャー。イギリス人。外見はタフガイだが臆病。しかし『エンジェル』ではタフなデーモンハンターになる。
タラ・マックレー
演 - アンバー・ベンソン/声 - 甲斐田裕子
大学の魔術崇拝ミーティングでウィローと出会い意気投合する。結果的にウィローの恋人となり、バフィーたちに協力することになる。しかし、バフィーに対し激しい恨みを抱くウォーレンが起こした事件に巻き込まれて死亡。この事件のあと、ウィローはEvil Willowと化し、ウォーレンに恐ろしい虐待をしてしまう。
ライリー・フィン
演 - マーク・ブルカス/声 -
バフィーの大学時代のボーイフレンド。政府機関イニシアティブの一員。第6シーズンで同僚のサムと結婚したことが明らかになる。
プリミティブ
演 - シャロン・ファーガソン/声 -
初代スレイヤー。バフィーの夢に現れ、彼女に助言する。第5シーズンでは、バフィーに地獄の門が開いてしまった場合の対処方法を教えた。
バフィーロボ
演 - サラ・ミシェル・ゲラー/声 -
バフィーに振られたスパイクが悪友ウォーレンに作らせた恋人ロボット。だが、バフィーたちに存在を知られ、グローリーに拉致されたドーン救出に駆り出されることになる。第5シーズンでバフィーが死亡した後はウィローのもとでスレイヤーロボに強化される。しかし、サニーデール郊外から侵攻してきた悪魔の暴走族「ヘリオン」によって破壊される。
ケネディ
演 - イアリ・リモン/声 -
ウィローのガールフレンド。ニューヨーク生まれのバンパイア・スレイヤー。エイミーの魔法によりウォーレンと化したウィローを助ける。最終回「選ばれし者」では、ウィローの魔力により、スレイヤーの能力を与えられ、奮闘する。その後、彼女とともにブラジルに移住する。第8シーズン（コミック）では「Anywhere but Here」でウィローと別れた真相が明らかになる。その後、ニューヨークでウィローと再会する（Time of Your Life）。
ロビン・ウッド
演 - D・B・ウッドサイド/声 -
サニーデール高校の校長として登場。市長に食われてしまったスナイダーの後任。しかし実際は、フリーのデーモンハンター。高校のホワイトボードの裏に大量の武器を隠している。スレイヤーだった母・ニッキー・ウッドを殺したバンパイアを倒すため、母親のウォッチャーにトレーニングを受けた。カウンセラーのバフィーを好きになるが、第7シーズン中盤で母の仇がスパイクとわかる。その後、スレイヤーのフェイスに心を引かれる。シリーズ最終回「選ばれし者」で、バフィーとともにヘルマウス攻略に参加し、ブリンガーズの1人に腹を刺されるが生き延びる。第8シーズンではフェイスのウォッチャー。
アマンダ
演 - サラ・ヘイガン/声 -
バンパイア・スレイヤー。サニーデール高校の生徒。スレイヤー候補生だったが、ウィローの魔力によりスレイヤーとなる。
ローナ
演 - インディゴ/声 -
バンパイア・スレイヤー。ウィローの魔力によりスレイヤーとなる。
バイ
演 - フェリシア・デイ/声 -
バンパイア・スレイヤー。テキサス出身のショートカットの少女。非情なスレイヤー候補生として登場。ただし、最終回の「選ばれし者」ではトルクハンとの戦闘で重傷を負ったローナを元気付ける。
ダイアン
演 - クリスティ・アボット/声 -
スレイヤー候補生。小柄な少女。ケイレブに首の骨を折られる。
モリー
演 - クララ・ブライアント/声 -
スレイヤー候補生。「汚れた女」でケイレブに腹部を刺される。
カリダ
演 - デニア・ラミレス/声 -
スレイヤー候補生。「汚れた女」ではザンダーの夢の中に登場。同じく候補生のコリーン（レイチェル・ビルソン）とともにザンダーに関係を迫る。
シャオアン
演 - クリスティ・ウー/声 -
スレイヤー候補生。「選ばれし者」でスレイヤーになる。中国人の少女。英語が苦手。

### 敵役
ダーラ
演 - ジュリー・ベンツ/声 - 大塚海月
マスターの配下で、エンジェルの元恋人。第1シーズンと第2、5シーズンに登場（第2、5シーズンでは回想シーンで登場する）。
マスター
演 - マーク・メトカーフ/声 - 麦人
第1シーズンの敵役。シーズン最終話でバフィーに倒される。ダーラのサイヤー（犠牲者をバンパイアにしたバンパイアのこと）。娼婦だったダーラをバンパイアにした。死亡後も回想シーンなどでたびたび登場する。第3シーズンではアンヤの魔法によりサニーデールの支配者として再登場した（「ねがい」）。第7シーズンではファーストが作り出した幻影として登場した。
ハーモニー・ケンドール
演 - メルセデス・マクナブ/声 - 深水由美
コーディリアの親友。後にバンパイアになる。第3シーズン「卒業の日Part1」の冒頭部分でウィローと仲良しであることが明らかになる。
救世主
演 - アンドリュー・J・ファーチランド/声 -
第1シーズン中盤から第2シーズン中盤に登場。バンパイアの救世主。本名はコリン。生前、母親とバスに乗っていたところをバンパイアたちに襲われた。マスターの死後はバンパイアグループの指揮を執る。年は10歳に満たないが傲慢な性格であるため、腹を立てた手下のスパイクに殺される。
スナイダー
演 - アーミン・シマーマン/声 - 水内清光
サニーデール高校校長。第6話「群れ」で殺害されたボブ・フルーティーの後任。第1シーズン中盤から第3シーズンにかけて登場する。綽名は「総統」。（「人形劇」）市長の依頼で教職の傍ら、サニーデールがヘルマウス（地獄の口）であることの隠蔽にかかわる。（「ダイハード・スクール」）バフィーとは犬猿の仲。第2シーズン最終話では、市長命令でバフィーに退学を宣告（「変貌」）。しかし、ジャイルズの説得で数か月後に撤回する。ウィローに対しては、在学中に「教員代理」に任命するなど能力を高く評価していた。第3シーズン最終話でオルヴィカンと化した市長と対決し、命を落とす（「卒業の日」）。第4シーズン最終回では、ザンダーの夢の中に『地獄の黙示録』のカーツ大佐を思わせるいでたちで登場する。
ドゥルーシラ
演 - ジュリエット・ランドー/声 - 高橋理恵子
第2シーズンから登場。スパイクのガールフレンド。しかし、エンジェルに心引かれ、スパイクと破局。『エンジェル』では人間として復活していたダーラを襲いバンパイアにしてしまう。その後、エンジェルに放火され、ロスを後にする。その後の『バフィー』シリーズの第5シーズン「Crush」でスパイクに復縁を迫るのだが、バフィーに関係を迫るスパイクを目の当たりにし、彼の元を去る。第7シーズンではファーストの化身として現われ、善玉となったスパイクに悪への転向を迫る。
ジョナサン・レビンソン
演 - ダニー・ストロング/声 -
バフィーたちの同級生として第2シーズン中盤から登場。当初は目立たない役柄だったが、後に敵役「Geek Trio」（日本での放送では「トロイカ」と表現）のメンバーになる。
イーサン・レイン
演 - ロビン・サックス/声 -
ジャイルズの旧友。妖術を使い、さまざまな事件を起こす。
フェイス
演 - エリザ・ドゥシュク/声 - 湯屋敦子
バンパイア・スレイヤー。ある事件をきっかけに悪へと転落する。
リチャード・ウィルキンズ三世
演 - ハリー・グローナー/声 -
サニーデール市市長。第3シーズンに登場。バフィーの宿敵。フェイスとプラトニックな関係になる。正体は悪魔オルヴィカン。バフィーの卒業に合わせて昇天の儀式を行おうとする。
バンパイア・ウィロー
演 - アリソン・ハニガン/声 -
アンヤの呪いのために誕生したバンパイアのウィロー。同じくバンパイアのザンダーとともにコーディリアを襲う。コーディリアはスクービーギャングのラリーたちに救われる。
マギー・ウォルシュ
演 - リンゼイ・クローズ/声 -
バフィーが通う大学の教授。政府機関イニシアティブの幹部。最初はバフィーをイニシアティブの仲間にと受け入れるが、途中から彼女を警戒して命を狙う。アダムによって殺され、その後サイボーグとして蘇る。
アダム
演 - ジョージ・ハーツバーグ/声 -
イニシアティブが開発した改造人間。もとは人間だった。人類に対して宣戦布告をする。
ベルーカ
演 - ペイジ・モス/声 -
ブロンズに出演しているロックバンドのボーカル。正体は人狼。同じ人狼であるオズに夢中になる。しかし、オズには恋人ウィローがいることを知り、彼女の命を狙う。
フォレスト・ゲイツ
演 - レオナルド・ロバーツ/声 -
ライリー・フィンの親友。イニシアティブの一員。しかし、アダムに捕らえられ、サイボーグと化す。
ドク
演 - ジョエル・グレイ/声 -
スパイクの友人。ジャイルズと同様に学者肌で読書家。外見は人間に似る。バフィーたちの味方だったが、第5シーズン終盤、スパイクにグローリー派であることを見破られる。高齢だが、スパイクを上回る力を持つ。舌はカメレオンの様に長い。「ギフト」のラストシーンでバフィーに鉄塔から突き落とされる。
グローリー
演 - クレア・クレーマー/声 - 朴璐美
地獄の女神。第5シーズンの敵役。地獄の門を開くため、ドーンの命を狙う。かなりの怪力の持ち主で、ザンダーが重機（破壊槌を装着したクレーン）を使い倒した。
ウォーレン・ミアーズ
演 - アダム・ブッシュ/声 -
工科大の大学生。
アンドリュー・ウェルズ
演 - トム・レンク/声 -
第3シーズンに登場したタッカー・ウェルズの弟。ジョナサン、ウォーレンとともに魔法を使用したハイテク犯罪集団「Geek Trio」を結成。バフィー達を苦しめる。ウォーレンがウィローに捕らえられたあと、ジョナサンとともにメキシコに逃げるが、帰国後バフィーの味方になる。『エンジェル』ではウォッチャーとして登場する。第8シーズンではウォッチャーの仕事の傍ら、スレイヤーたちとともにストリップ・ポーカーを楽しむ。
Evil Willow
演 - アリソン・ハニガン/声 -
別名：ダーク・ウィロー。タラを失ったウィローが悲しみのあまり変身した姿。不死身で、思考だけで人を殺すことができる。また、墓場の土から怪物を作り出すことも可能。世界の破滅を図るが、ザンダーの愛で心を癒され、元のウィローに戻る。
トルクハン
演 - カムデン・トイ他/声 -
原始のバンパイア。獣のような外見を持ち、群れで人を襲う。通常は地下の洞窟に棲む。
ケイレブ
演 - ネイサン・フィリオン/声 -
神父のような姿をした男。「汚れた女」で登場。ブリンガーズに追われていたシャノンを救うふりをしてナイフで刺す（彼女はスレイヤー候補生だった）。ファーストより与えられた力で、世界の破滅を狙い、ブリンガーズとともにスレイヤー候補生を次々と襲った。最終回「選ばれし者」の冒頭部分でバフィーに鎌で真っ二つに切られる。

### その他
- 出村貴[25]、奈良徹（アンドリュー）[26]、筒井巧[27]、土田大[27]、寺田明正[28]、天神総介[28]、水内清光[29]、最上嗣生[30]、麻生まどか[31]、大阪史子[32]、沢谷有梨[33]高月希海[34]津本陽日[35]、手塚ちはる（コーディリア）[35]友野富美子[36]、米本千珠[37]

## エピソード一覧

### 第1-3シーズン
| 第1シーズン | 第1シーズン                        | 第1シーズン                    | 第1シーズン                                  | 第1シーズン                                                                    | 第1シーズン                                        | 第1シーズン | 第1シーズン     | 第1シーズン                                                                 |
| 話数        | 原題                               | 邦題                           | 監督                                         | 脚本                                                                           | 敵役                                               | 解説 | 初放映日 (米国) | ゲスト                                                                      |
| ----------- | ---------------------------------- | ------------------------------ | -------------------------------------------- | ------------------------------------------------------------------------------ | -------------------------------------------------- | --- | --------------- | --------------------------------------------------------------------------- |
| 1           | Welcome to the Hellmouth           | ヘルマウスへようこそ           | チャールズ・マーティン・スミス               | ジョス・ウィードン                                                             | マスター ルーク ダーラ                             | | 1997年3月10日   | ジュリー・ベンツ マーク・メトカーフ ブライアン・トンプソン                  |
| 2           | The Harvest                        | 収穫                           | ジョン・T・クレッチマー                      | ジョス・ウィードン                                                             | マスター ルーク ダーラ                             | ジュリー・ベンツが演じるダーラは最初このエピソードで死ぬことになっていたが、後のエピソードでエンジェルの過去を描くため降板せず生き延びることになった。 | 1997年3月10日   | ジュリー・ベンツ マーク・メトカーフ ブライアン・トンプソン                  |
| 3           | Witch                              | 魔女                           | スティーブン・クレイグ                       | デイナ・レストン                                                               | キャスリン・マディソン                             | チアリーディング部の入部試験を受けたバフィーだったが、チアリーダーたちの身に次々と奇怪な事件が起きる。 | 1997年3月17日   | エリザベス・アン・アレン ロビン・ライカー                                   |
| 4           | Teacher's Pet                      | 先生のお気に入り               | ブルース・セス・グリーン                     | デヴィッド・グリーンウォルト                                                   | ナタリー・フレンチ                                 | グレゴリー先生が殺され、代理教員のフレンチが赴任してくる。バフィーたちはフレンチが偽者であることに気づく。 | 1997年3月25日   | デヴィッド・ボレアナズ                                                      |
| 5           | Never Kill a Boy on the First Date | 初デートで彼を殺さないこと     | デヴィッド・シーメル                         | ロブ・デス・ホテル&ディーン・バタリ                                            | マスター、ボーバ                                   | マスターたちは救世主を創造する陰謀を企てていた。一方バフィーは同級生のオーウェンを好きになるが…… | 1997年3月31日   | マーク・メトカーフ                                                          |
| 6           | The Pack                           | 群れ                           | ブルース・セス・グリーン                     | マット・キーン&ジョン・レインクメイヤー                                        | 飼育係                                             | バフィーたちは課外授業で動物園に行くが、ザンダーといじめグループの5人がハイエナの魂に乗っ取られる事件が起きる。 | 1997年4月7日    | ケン・ラーナー                                                              |
| 7           | Angel                              | エンジェル                     | スコット・ブラジル Scott Brazil              | デヴィッド・グリーンウォルト David Greenwalt                                   | ダーラ                                             | このエピソードでこれまで謎の存在だったエンジェルの過去が明かされる。 | 1997年4月14日   | デヴィッド・ボレアナズ                                                      |
| 8           | I Robot...You Jane                 | 私はロボット、あなたはジェーン | スティーヴン・ポージー Stephen Posey         | アシュリー・ゲーブル&トーマス・A・スェーデン Ashley Gable and Thomas A. Swyden | マルコム                                           | 後にジャイルズの恋人になるジェニー・カレンダーが初登場した作品。 物語 ウィローはメル友の男性マルコムに夢中になるが...。 | 1997年4月28日   | ロビア・ラモルテ                                                            |
| 9           | The Puppet Show                    | 人形劇                         | エレン・S・プレスマン Ellen S. Pressman      | ロブ・デス・ホテル&ディーン・バタリ                                            | マーク                                             | バフィーの宿敵ともいえるスナイダーが初登場した作品。このエピソードでコーディリア・チェイス(カリスマ・カーペンター)が音痴であることが明らかになる。 | 1997年5月5日    | アーミン・シマーマン                                                        |
| 10          | Nightmares                         | 悪夢                           | ブルース・セス・グリーン Bruce Seth Green    | 脚本:デヴィッド・グリーンウォルト 原作:ジョス・ウィードン                      | マスター Ugly Man                                  | サニーデールが悪夢と化すエピソード。バフィーは度々登場する謎の少年ビリーが事件の鍵と知るが...。 | 1997年5月12日   | マーク・メトカーフ                                                          |
| 11          | Out of Mind, Out of Sight          | 去る者日々に疎し               | レーザ・バディ Reza Badiyi                   | ジョス・ウィードン                                                             | マーシー・ロス                                     | コーディティが相次いで襲撃される事件が起きる。事件を調査したバフィーは数か月前に失踪したマーシー・ロスのことを知る。 | 1997年5月19日   | メルセデス・マクナブ デヴィッド・ボレアナズ                                 |
| 12          | Prophesy Girl                      | 予言の少女                     | ジョス・ウィードン                           | ジョス・ウィードン                                                             | マスター                                           | 古書の中からスレイヤーの死を予言する記述が見つかる。バフィーはスレイヤーから足を洗う決断をするが...。 | 1997年6月2日    | マーク・メトカーフ デヴィッド・ボレアナズ                                   |
| 第2シーズン |                                    |                                |                                              |                                                                                |                                                    | |                 |                                                                             |
| 13          | When She Was Bad                   | バフィーはイヤなヤツ!?         | ジョス・ウィードン                           | ジョス・ウィードン                                                             | 救世主 アブサロム                                  | 夏休みが終わったころ、サニーデールにバフィーが帰ってきた。しかし、彼女はウィローたちに冷たい態度をとる。そのころ救世主たちはマスターの復活をもくろんでいた。 | 1997年9月15日   | マーク・メトカーフ アーミン・シマーマン                                     |
| 14          | Some Assembly Required             | 死体を蘇らせろ                 |                                              |                                                                                | ダリル                                             | サニーデール高校のゴミ箱から少女のバラバラ死体がみつかる。バフィーたちは同級生のクリスに疑いの目を向けるが...。 | 1997年9月22日   | ロビア・ラモルテ                                                            |
| 15          | School Hard                        | ダイハード・スクール           |                                              |                                                                                | スパイク ドゥルーシラ                              | 救世主たちはバフィー抹殺のため新たな作戦を計画していた。そのときサニーデールに凶悪なバンパイアのカップル「スパイクとドゥルーシラ」が訪れる。 | 1997年9月29日   | ジュリエット・ランドー ジェームズ・マースターズ                             |
| 16          | Inca Mummy Girl                    | インカ帝国のミイラ王女         |                                              |                                                                                | アンパタ                                           | 自宅にペルーからの交換留学生アンパタを受け入れたバフィー。しかし、アンパタには恐ろしい秘密があった。 | 1997年10月6日   |                                                                             |
| 17          | Reptile Boy                        | 気持ち悪い男の子               |                                              |                                                                                | マキダ トム・ワーナー                              | エンジェルとの仲が進まないバフィーはコーディリアの誘いに乗り大学のパーティに参加するが...。 | 1997年10月13日  |                                                                             |
| 18          | Halloween                          | ハロウィーン                   |                                              |                                                                                | イーサン・レイン スパイク                          | バフィーはスナイダーからハロウィーンに参加する子供たちの付き添いを命じられる。イーサン・レインの店で貴婦人の衣装を借りたバフィーだったが...。 | 1997年10月27日  | ジュリエット・ランドー ジェームズ・マースターズ                             |
| 19          | Lie To Me                          | ウソつき                       | ジョス・ウィードン                           | ジョス・ウィードン                                                             | ビリー・フォーダム スパイク                        | バフィーは旧友ビリーと再会する。一方ザンダーはビリーの行動に疑念を抱く。 | 1997年11月3日   | ジュリエット・ランドー ジェームズ・マースターズ                             |
| 20          | The Dark Age                       | 過去の秘密                     |                                              |                                                                                | イーサン・レイン アイゴン                          | 憑依する悪魔アイゴンが現れ、ジャイルズの友人を次々と殺害する。ジャイルズは今は敵対関係にあるかつての親友イーサンがアイゴンの次の標的と気づくが...。 | 1997年11月10日  | ロビン・サックス                                                            |
| 21          | What's My Line? (1)                | バフィーの運命 パート1         |                                              |                                                                                | スパイク 虫男 パトリス                             | 恋人ドゥルーシラの病を癒すためスパイクはバフィー退治の作戦を進める。このエピソードでザンダーとコーディリアが急接近する。 | 1997年11月17日  | ジュリエット・ランドー ジェームズ・マースターズ                             |
| 22          | What's My Line? (2)                | バフィーの運命 パート2         |                                              | マルティ・ノクソン                                                             | スパイク 虫男 パトリス                             | コーディリアとザンダーが恋に落ちるエピソード。そしてバフィーの前には第2のスレイヤーケンドラが現れる。 | 1997年11月24日  | ジュリエット・ランドー ジェームズ・マースターズ                             |
| 23          | Ted                                | テッド                         |                                              |                                                                                | テッド                                             | バフィーの前に謎の男テッドが現れる。彼は母ジョイスのボーイフレンドとなるが…。 | 1997年12月8日   | ジョン・リッター                                                            |
| 24          | Bad Eggs                           | 不気味な卵                     |                                              |                                                                                | ゴーチ兄弟                                         | 学校の授業で卵を育てるバフィー。だが、不気味な生き物が生まれ…。 | 1998年1月12日   |                                                                             |
| 25          | Surprise                           | 誕生日の贈り物                 |                                              |                                                                                | スパイク ドゥルーシラ 大魔人ジャッジ               | バフィーはエンジェルがドゥルーシラに殺される夢を見る。一方スパイクは、大魔人ジャッジを復活させる計画を立てる。 | 1998年1月19日   | ジュリエット・ランドー ジェームズ・マースターズ                             |
| 26          | Innocence                          | 高潔                           | ジョス・ウィードン                           | ジョス・ウィードン                                                             | アンジェラス ドゥルーシラ 大魔人ジャッジ           | 前作「誕生日の贈り物」の翌日に放送されたエピソード。バフィーと一夜を共にしたエンジェルは魂を失いアンジェラスとなる。そしてウィローはザンダーとコーディリアがキスしているのを目撃する。 | 1998年1月20日   | ジュリエット・ランドー ジェームズ・マースターズ                             |
| 27          | Phases                             | 狼たちの夜                     |                                              |                                                                                | ケーン 狼男 アンジェラス                           | サニーデールに狼男が現れる。バフィーたちは女子にセクハラを繰り返すラリー（ラリー・バグビー）が狼男だと疑うが...。 | 1998年1月27日   |                                                                             |
| 28          | Bewitched, Bothered And Bewildered | 愛のかけ違い                   |                                              |                                                                                | アンジェラス ドゥルーシラ                          | バレンタインデー当日コーディリアに振られたザンダーは、エイミー（エリザベス・アン・アレン）にたいしコーディリアに恋の魔法をかけるように頼む。しかし魔法はコーディリア以外の女性にかかってしまう。                                                                                           | 1998年2月10日   | エリザベス・アン・アレン                                                    |
| 29          | Passion                            | 受難                           |                                              |                                                                                | アンジェラス                                       | カレンダー先生はアンジェラスに魂を戻しエンジェルにする呪文を発見する。しかし、魂を戻されたくないアンジェラスは先生を殺してしまう。 | 1998年2月24日   | ロビア・ラモルテ                                                            |
| 30          | Killed By Death                    | 死神                           |                                              |                                                                                | キンダーストッド アンジェラス                      | バフィーがインフルエンザにかかり病院に入院する。そしてバフィーは病院に住み着いている死神の存在を知る。 | 1998年3月3日    |                                                                             |
| 31          | I Only Have Eyes For You           | 恋人たちの亡霊                 | ジェームス・ウィットモア・Jr                 | マルティ・ノクソン                                                             | ジェームズ・スタンレー アンジェラス                | サニーデール高校に亡霊が現れる。一方、市長の側近である警察署長はヘルマウスの隠蔽に関してスナイダーに圧力をかける。 | 1998年4月28日   | アーミン・シマーマン                                                        |
| 32          | Go Fish                            | 魚の逆襲                       | デヴィッド・シーメル                         | デヴィッド・フューリー&エリン・ハンプトン                                      | 半魚人 スナイダー                                  | このエピソードで毒舌家のコーディリアがザンダーに愛を告白する。 | 1998年5月5日    | アーミン・シマーマン                                                        |
| 33          | Becoming PartI                     | 変貌 パート1                   | ジョス・ウィードン                           | ジョス・ウィードン                                                             | アンジェラス ドゥルーシラ                          | エンジェルの過去とバフィーの過去が明らかになる作品。このエピソードでエンジェルのサイヤーがダーラであることが明らかになる。 物語 アンジェラスはアカスラを使い世界を破滅させようと企てていた。                                                                                               | 1998年5月12日   | アーミン・シマーマン                                                        |
| 34          | Becoming PartII                    | 変貌 パート2                   | ジョス・ウィードン                           | ジョス・ウィードン                                                             | アンジェラス ドゥルーシラ                          | 親友ケンドラを殺されたバフィーはアンジェラスを殺す決意を固める。ラストシーンで流れる曲はサラ・マクラクランの『フル・オブ・グレイス』。 | 1998年5月19日   | アーミン・シマーマン                                                        |
| 第3シーズン |                                    |                                |                                              |                                                                                |                                                    | |                 |                                                                             |
| 35          | Anne                               | アン                           | ジョス・ウィードン                           | ジョス・ウィードン                                                             | ケン                                               | ロサンゼルスでウェイトレスとして働くバフィーは、以前サニーデールでスパイクたちの魔の手から救った女性リリー(ジュリア・リー)と再会する。一方サニーデールでは、ウィローたちがバンパイア相手に苦戦していた。                                                                                   | 1998年9月29日   | ジュリア・リー                                                              |
| 36          | Dead Man's Party                   | 死人パーティ                   | ジェームズ・ウィットモアJr                   | マルティ・ノクソン                                                             | パット                                             | サニーデールに戻ってきたバフィーは、かつての仲間たちの冷たい態度に居場所を失い、再び家出をしようとする。一方、ジャイルズはバフィーを復学させるようスナイダーに圧力をかける。 | 1998年10月6日   | アーミン・シマーマン                                                        |
| 37          | Faith, Hope and Trick              | 信念、希望、そして策略         | ジェームズ・A・コントナー                    | デヴィッド・グリーンウォルト                                                   | カキストス トリック                                | バフィーの復学が認められた。バフィーはウィローたちとブロンズに行き、ケンドラの後任のスレイヤー、フェイス・レーヘンに出会う。 | 1998年10月13日  | エリザ・ドゥシュク                                                          |
| 38          | Beauty and the Beasts              | 美女と野獣                     | ジェームズ・ウィットモアJr                   | マルティ・ノクソン                                                             | ピート                                             | バフィーの前に死んだと見られていたエンジェルが現れる。彼は人間性を失い、野獣のような性格になっていた。 | 1998年10月20日  | エリザ・ドゥシュク                                                          |
| 39          | Homecoming                         | 学園祭                         | デヴィッド・グリーンウォルト                 | デヴィッド・グリーンウォルト                                                   | 市長 ゴーチ夫妻                                    | 市長は2人のスレイヤーを抹殺するため大掛かりな狩りを始める。狩の標的はバフィーと（手違いで）コーディリアになった。 | 1998年11月3日   | ハリー・グローナー                                                          |
| 40          | Band Candy                         | バンドのためのチョコバー       | マイケル・レンジ                             | ジェーン・エスペンソン                                                         | 市長 トリック イーサン・レイン                     | 高校のブラスバンドの資金集めのため、スナイダーはバフィーたちにチョコバーの販売を命じる。その日の夜チョコバーを食べた大人たちは、ブロンズで騒ぐなど異常行動をとる。バフィーはスナイダー（アーミン・シマーマン）を締め上げ、イーサン・レイン(ロビン・サックス)の関与を知る。                 | 1998年11月10日  | アーミン・シマーマン ロビン・サックス                                       |
| 41          | Revelations                        | 黙示録                         | ジェームズ・A・コントナー                    | ダグラス・ペトリ                                                               | グウェンドリン・ポスト                             | フェイスの新しいウォッチャーのポストが現れる。彼女はフェイスにエンジェル暗殺をけしかけるが、ポストの真の狙いは篭手にあった。 | 1998年11月17日  | エリザ・ドゥシュク                                                          |
| 42          | Lover's Walk                       | 恋人達の散歩道                 | デヴィッド・シーメル                         | ダン・ヴィバー                                                                 | スパイク レニー                                    | 恋に破れたスパイクはドゥルーシラを取り戻すため、魔女見習いのウィローと彼女の恋人ザンダーを拉致する。事件を知ったコーディリアはオズとともにザンダーたちの救出に向かうが、ウィローがザンダーにキスしているところを目撃してしまう。                                                           | 1998年11月24日  | ジェームズ・マースターズ                                                    |
| 43          | The Wish                           | ねがい                         | デヴィッド・グリーンウォルト David Greenwalt | マルティ・ノクソン                                                             | アンヤ・ジェンキンズ マスター バンパイア・ウィロー | ザンダーと破局したコーディリアはハーモニーと和解し、コーディティに復帰する。翌日、コーディリアはコーディティの一人であるアンヤの勧めである願いごとをするが、アンヤの正体は復讐の悪魔アニヤンカだった。その日の夜、錯乱状態となったコーディリアを保護したジャイルズはアニヤンカと対決する。 | 1998年12月8日   | マーク・メトカーフ メルセデス・マクナブ                                     |
| 44          | Amends                             | 償い                           | ジョス・ウィードン                           | ジョス・ウィードン                                                             | ファースト ブリンガーズ                            | エンジェルの前に彼が殺害したカレンダーが現れる。エンジェルの過去が描かれたエピソード。 | 1998年12月15日  | ロビア・ラモルテ                                                            |
| 45          | Gingerbread                        | ジンジャーブレッド             | ジェームズ・ウィットモアJr                   | 脚本:ジェーン・エスペンソン 原作:タニア・セント・ジョン&ジェーン・エスペンソン | Demon Children                                     | サニーデールで幼い子供たちが殺害される。警察は現場に残された証拠から事件は魔女の仕業と断定。エイミーを逮捕する。一方、バフィーたちは殺された子供たちが生きていることを知るが...。 | 1999年1月12日   | エリザベス・アン・アレン                                                    |
| 46          | Helpless                           | 無力なバフィー                 | ジェームズ・A・コントナー                    | デヴィッド・フューリー                                                         |                                                    | バフィーの18歳の誕生日。スレイヤーは18歳を迎えると抜き打ちで知能テストを受けることになっていた。しかも当人には知らせずに行われるため、体力が著しく低下したバフィーはパニックになってしまう。                                                                                               | 1999年1月19日   | ハリス・ユーリン                                                            |
| 47          | The Zeppo                          | ツェッポ                       | ジェームズ・ウィットモアJr                   | ダン・ヴィバー                                                                 | ジャック・オトゥール シル                          | ザンダーは恋人ケイティとドライブに出かけ、誤ってサニーデール高校一の不良であるジャック・オトゥールの車に衝突する。一方、バフィーたちは高校の図書室で魔物シルと対決していた。 | 1999年1月26日   | エリザ・ドゥシュク                                                          |
| 48          | Bad Girls                          | バッドガールズ                 | マイケル・リンチ                             | ダグラス・ペトリ                                                               | バルサザール 市長                                  | バンパイアとの戦闘中、フェイスは誤って市の助役フィンチを殺してしまう。一方、市長はバンパイアから奪った剣を奉納し、不死身の肉体を得る。 | 1999年2月9日    | アレクシス・デニソフ ハリー・グローナー                                     |
| 49          | Consequences                       | ことの結果                     | マイケル・ガースマン                         | マルティ・ノクソン                                                             | トリック                                           | 市の助役の遺体が発見される。フェイスはバフィーが助役を殺したと嘘の報告をジャイルズたちに行う。バフィーをよく知るジャイルズは、フェイスが事件を起こしたと直感する。新任のウォッチャーウェスリーは後見人委員会と連絡を取り、フェイスを連行するが、逆に彼女に脅され釈放してしまう。           | 1999年2月16日   | アレクシス・デニソフ ハリー・グローナー                                     |
| 50          | Doppelgangland                     | ウィローのドッペルゲンガー     | ジョス・ウィードン                           | ジョス・ウィードン                                                             | バンパイア・ウィロー アルフォンス                  | 「ねがい」の後日譚。ジャイルズによってペンダントを破壊されてしまったアンヤは、ウィローを使ってペンダントを取り返そうとするが失敗、逆にバンパイア・ウィローを出現させてしまう。一方、フェイスからウィローの動向を聞かされた市長は、殺し屋アルフォンスにウィロー殺害を命じる。               | 1999年2月23日   | エマ・コーフィールド エリザ・ドゥシュク                                     |
| 51          | Enemies                            | 敵                             | デヴィッド・グロスマン                       | ダグラス・ペトリ                                                               | フェイス・レーヘン 市長                            | エンジェルをアンジェラスにしようと企む市長は、フェイスをエンジェルに近づける。一方、フェイスの裏切りに気づいたジャイルズは彼女に罠をしかける。 | 1999年3月16日   | エリザ・ドゥシュク ハリー・グローナー                                       |
| 52          | Earshot                            | 声が聞こえる距離               | レギス・B・キンブル                          | ジェーン・エスペンソン                                                         | 食堂のおばさん                                     | 悪魔を倒したバフィーは敵の返り血を浴び、他人の心の声が聞こえるようになる。あるとき無差別殺人を企む謎の声が聞こえたバフィーは、銃をもった不審な少年ジョナサン・レビンソンを見かける。 | 1999年9月21日   | ダニー・ストロング                                                          |
| 53          | Choices                            | 選択                           | ジェームズ・A・コントナー                    | デヴィッド・フューリー                                                         | 市長 フェイス・レーヘン                            | バフィーが市長一味と対決するエピソード。 | 1999年5月4日    | エリザ・ドゥシュク                                                          |
| 54          | The Prom                           | プロムパーティ                 | デヴィッド・ソロマン                         | マルティ・ノクソン                                                             | タッカー・ウェルズ ヘルハウンド                    | サニーデールにヘルハウンドが現れる。一方、バフィーの将来を案ずるジョイスはエンジェルに対し、娘と別れるようにと話す。 | 1999年5月11日   | ダニー・ストロング                                                          |
| 55          | Graduation Day PartI               | 卒業の日 パート1               | ジョス・ウィードン                           | ジョス・ウィードン                                                             | 市長 フェイス・レーヘン                            | エンジェルが狙撃される。バフィーはエンジェルを救う特効薬がスレイヤーの血であることを知り、フェイスの自宅に乗り込む。 | 1999年5月18日   | ハリー・グローナー メルセデス・マクナブ                                     |
| 56          | Graduation Day PartII              | 卒業の日 パート2               | ジョス・ウィードン                           | ジョス・ウィードン                                                             | 市長                                               | フェイスの血を奪うことに失敗したバフィーは、エンジェルに自分の血を飲ませる。市長の陰謀を阻止するため、バフィーはある計画を立てる。 | 1999年6月13日   | ハリー・グローナー メルセデス・マクナブ ラリー・バグビー ダニー・ストロング |

### 第4-6シーズン
| 第4シーズン | 第4シーズン               | 第4シーズン                     | 第4シーズン                | 第4シーズン                                    | 第4シーズン                                 | 第4シーズン | 第4シーズン     | 第4シーズン                                                      |
| 話数        | 原題                      | 邦題                            | 監督                       | 脚本                                           | 敵役                                        | 解説 | 初放映日 (米国) | ゲスト                                                           |
| ----------- | ------------------------- | ------------------------------- | -------------------------- | ---------------------------------------------- | ------------------------------------------- | --- | --------------- | ---------------------------------------------------------------- |
| 57          | The Freshman              | フレッシュマン                  |                            |                                                | サンデイ                                    | 大学に入学したバフィーは寮生活を送ることになる。そしてバフィーは大学の敷地内にバンパイアたちがアジトを構えていることを知る。 | 1999年10月5日   | リンゼイ・クローズ                                               |
| 58          | Living Conditions         | 生活環境                        |                            |                                                | キャシー・ニューマン                        | 寮で同じ部屋を共有するバフィーとキャシーの関係は悪化。バフィーはキャシーが悪魔であると断定する。 | 1999年10月12日  | ダグニー・カー                                                   |
| 59          | The Harsh Light of Day    | 残酷な日の光                    |                            |                                                | スパイク ハーモニー・ケンドール             | ブロンズから帰る途中のウィローの前にハーモニーが現れる。彼女はバンパイアになっていた。バフィーは同じ大学に通うパーカーと恋に落ちるが翌日振られてしまう。失恋したバフィーに不死身の肉体を得たスパイクが襲いかかる。 | 1999年10月19日  | ジェームズ・マースターズ                                         |
| 60          | Fear, Itself              | 現実となった恐怖                |                            |                                                |                                             | ハロウィーンの夜、大学で恐ろしい事件が起きる。バフィーたちは身長数センチの悪魔が事件を起こしたと知る。 | 1999年10月26日  |                                                                  |
| 61          | Beer Bad                  | バッド・ビール                  |                            |                                                | 原始人                                      | パーカーに振られたバフィーは上級生らとともに酒をあおる。ザンダーは彼女の行きつけの店の主人が人間を退化させる特殊調合のビールを出していることに気づく。 | 1999年11月2日   |                                                                  |
| 62          | Wild At Heart             | ワイルド・アット・ハート        |                            |                                                | ベルーカ                                    | ウィローはオズがブロンズのボーカリストベルーカとも交際していることに気づく。彼女はオズと同じ人狼だった。 | 1999年11月9日   | ペイジ・モス                                                     |
| 63          | The Initiative            | イニシアティブ                  |                            |                                                | スパイク                                    | イニシアティブに追われるスパイクはウィローの部屋に上がりこむ。一方バフィーはイニシアティブの面々を不審者とみなし、彼らと乱闘になるが...。 | 1999年11月16日  |                                                                  |
| 64          | Pangs                     | 良心の呵責                      |                            |                                                |                                             | | 1999年11月23日  |                                                                  |
| 65          | Something Blue            | 少しだけブルー                  |                            |                                                |                                             | 失恋の痛手が消えないウィローは自らにある魔法をかける。この魔法の影響でバフィーとスパイクは休戦し婚約を発表する。ウィローの魔力に目をつけたダハフリンはウィローを拉致する。 | 1999年11月30日  |                                                                  |
| 66          | Hush                      | 静けさ                          |                            |                                                | ジェントルマン                              | サニーデールに謎の怪人ジェントルマン(カムデン・トイ)が現れる。彼らは人々から声を奪い、心臓を抉り取っていく。ジャイルズは彼らの弱点は王女の叫びであるとスクービー・ギャングの面々に講義を行う。このエピソードでタラとウィローが出会い、バフィーとライリー・フィンはお互いの正体を知る。 | 1999年12月14日  | アンバー・ベンソン                                               |
| 67          | Doomed                    | 破滅                            |                            |                                                |                                             | お互いの正体を知ってギクシャクするバフィーとライリー。そんな中、地獄の口が再び開こうとしていることを知ったバフィーたちは、悪魔の儀式を阻止するために、廃墟となった母校の跡地に向かう。ライリーが助けに入り、間一髪で地獄の口をふさぐことに成功する。人を襲えなくなり絶望していたスパイクも、人間以外は襲えることが分かり、自信を取り戻す。 | 2000年1月18日   |                                                                  |
| 68          | A New Man                 | 新しい男                        |                            |                                                | イーサン・レイン                            | 自分だけがライリーの秘密を知らされていなかった事実を知り、落ち込むジャイルズは、長年対立関係だったイーサンと再会し、旧交を温めあう。翌日ジャイルズはイーサンの呪いでフィオーラの悪魔にされてしまうが、スパイク以外には気づいてもらえずバフィーに殺されそうになる。 | 2000年1月25日   | ロビン・サックス                                                 |
| 69          | The I in Team             | チームの中のバフィー            |                            |                                                | マギー・ウォルシュ                          | イニシアティブのメンバーになったバフィー。しかし、彼女が邪魔な存在だと確信したウォルシュ教授は、極秘プロジェクトを守るために暗殺を企てる。暗殺は失敗に終わり、暗殺を企てたこともばれてしまい、ライリーは教授のもとを去って行く。そんな中アダムが目覚めて… | 2000年2月8日    | リンゼイ・クローズ                                               |
| 70          | Goodbye Iowa              | グッバイ・アイオワ              |                            |                                                | アダム                                      | ウォルシュ教授の死体が発見され、イニシアティブ内部は騒然とする。組織への不信感と、教授と揉めていたバフィーに容疑が向けられたことによって、何を信じていいのか分からなくなったライリーは精神的に混乱した上に、組織によって投与されていた薬が切れて様子がおかしくなってしまう。事実を知るために再度イニシアティブ施設に潜入していたバフィーの前に、ライリーとアダムが現れて…                                                                         | 2000年2月15日   |                                                                  |
| 71          | This Year's Girl          | 今年の女                        |                            | ダグラス・ペトリ                               | フェイス・レーヘン                          | 病院で昏睡状態となっていたフェイスが目を覚ます。サニーデール高校の卒業式での惨事を知ったフェイスは、バフィーの実家に向かう。母親ジョイスを襲おうとした時、助けに帰って来たバフィーと乱闘になるが、市長にもらったドラコニアンコントラーの道具を使って中身を入れ替わることに成功する。 | 2000年2月15日   | エリザ・ドゥシュク                                               |
| 72          | Who Are You               | お前は誰だ？                    | ジョス・ウィードン         | ジョス・ウィードン                             | アダム フェイス・レーヘン                   | バフィーの体を乗っ取ったフェイス（サラ・ミシェル・ゲラー）は大学生活をエンジョイし、ライリーは中身が入れ替わったことに気づかずにフェィスと関係を持ってしまう。一方フェイスの外見になってしまったバフィー（エリザ・ドゥシュク）はカウンシルのウェザビーらに捕らえられてしまうが、なんとか脱出に成功する。ウィローとタラが魔法によって二人が入れ替わっていることを見抜き、呪文を解く道具を手に入れて、バフィーとフェィスは再び自分の体に戻るのだが… | 2000年2月29日   | エリザ・ドゥシュク アンバー・ベンソン                            |
| 73          | Superstar                 | スーパースター                  | デヴィッド・グロスマン     | ジェーン・エスペンソン                         | アダム                                      | ダニー・ストロング演じるジョナサン・レビンソンが主役を務めるエピソード。 物語 ジョナサンはスクービー・ギャングのリーダー、軍のオブザーバー、最高のエンターテイナー、スパイクの親友、映画スターなどあらゆる分野で活躍していた。ある日ジョナサンと同じ刺青をしたモンスターが現れたことから、バフィーはジョナサンが自分自身にかけた魔法のことを知る。そして魔法がとけたとき、ジョナサンはただのダサい男になってしまう。                              | 2000年4月4日    | ダニー・ストロング                                               |
| 74          | Where the Wild Things Are | ワイルド・シング                | デヴィッド・ソロモン       | トレーシー・フォーブス                         |                                             | バフィーとライリー・フィンは寮でパーティが開かれているとき、部屋にこもりセックスに没頭する。この彼女たちの行為が寮に潜む悪霊たちを目覚めさせてしまう。 | 2000年4月25日   |                                                                  |
| 75          | New Moon Rising           | 新しい月が昇るとき              | ジェームズ・A・コントナー  | マルティ・ノクソン                             |                                             | オズが突然サニーデールに戻ってきた。変身をコントロールできるようになったはずだったが、ウィローの新しい恋人タラの存在を知り、再び狼男に変身したところをイニシアティブに捕らえられてしまう。ライリーは捕らえられたオズを密かに救出しようとしたが、見つかってしまう。その後バフィーたちの協力で解放されたオズは、町を出ていく。 | 2000年5月2日    | セス・グリーン アンバー・ベンソン                                |
| 76          | The Yoko Factor           | ヨーコ的素因                    | デヴィッド・グロスマン     | ドーグ・ペトリ                                 | アダム スパイク                             | 計画の実現にバフィーが邪魔なアダムと、チップ除去を望むスパイクが手を組む。スパイクは言葉巧みにスクービー・ギャングに内紛を起こす。その頃サニーデールを訪れたエンジェルはライリーと乱闘になり、バフィーを困惑させるが、ひどいことを言ったと謝り、帰って行く。バフィーの口からフォレストの死を知らされたライリーはアダムの元に向かうが… | 2000年5月9日    | デヴィッド・ボレアナズ                                           |
| 77          | Primeval                  | 原始時代                        | ジェームズ・A・コントナー  | デヴィッド・フューリー                         | アダム フォレスト・ゲイツ                   | 口論の翌日、冷静になったバフィー達はスパイクにはめられていたことに気づいて和解し、全員でイニシアティブに乗り込む。アダムの作戦開始に伴い大混乱に陥った施設の中で、サイボーグと化したフォレスト、ウォルシュ教授、アダムが現れるが、皆で協力して原始の力を呼び出す魔法を使い、バフィーに憑依させて、アダムを倒すことに成功する。その後、政府はプロジェクトの中止とイニシアティブ施設の封鎖を決定する。                                              | 2000年05月16日  |                                                                  |
| 78          | Restless                  | 静まることなく・・・            | ジョス・ウィードン         | ジョス・ウィードン                             |                                             | 戦いが終わったある日、バフィーたちは彼女の自宅でビデオの鑑賞会を開く。途中で彼女たちは眠ってしまうのだが、それぞれの夢の中で最初のスレイヤーと謎のチーズ男に出会う。 | 2000年05月23日  | メルセデス・マクナブ                                             |
| 第5シーズン |                           |                                 |                            |                                                |                                             | |                 |                                                                  |
| 79          | Buffy vs. Dracula         | ドラキュラ                      | デヴィッド・ソロモン       | マルティ・ノクソン                             | ドラキュラ伯爵                              | サニーデールにドラキュラが現れる。 | 2000年9月26日   | アンバー・ベンソン                                               |
| 80          | Real Me                   | 本当の自分                      | デヴィッド・グロスマン     | デヴィッド・フューリー                         | ハーモニー・ケンドール                      | バフィーは妹ドーンの面倒をみて協力するよう母に言われるが、姉妹は衝突してばかり。そんな中、ハーモニーはサニーデール高校時代の同級生らを集めてバフィー殺害を企てる。ドーンを拉致して人質にし、バフィーを誘き出すことに成功するが、乗り込んできたバフィーに逆にやられてしまう。ジャイルズは、店主が死亡したマジックショップを買い取って、経営し始める。                                                                                              | 2000年10月3日   | メルセデス・マクナブ                                             |
| 81          | The Replacement           | 代替品                          |                            |                                                | トス                                        | 髑髏のような顔を持つ悪魔トスが現れてフルーラジェビナという特殊な杖でバフィーを攻撃するが、誤ってザンダーに当たり、ザンダーを対照的な2人の人間に分割してしまう。 |                 |                                                                  |
| 82          | Out of My Mind            | 心ここにあらず                  |                            | レベッカ・カーシュナー                         | ハーモニー・ケンドール スパイク             | 母親のジョイスが突然倒れた。さらに実験の副作用でライリーの体に異変が起こり、心臓が限界に達しようとしていた。バフィーは治療を受けさせようと病院へ連れて行くが、そこはチップをはずしてもらうため押し入ったハーモニーとスパイクに占拠されていた。だが、スパイクの手術は失敗し、ライリーの手術は成功する。その夜スパイクはバフィーとキスする夢を見る。                                                                                                |                 | メルセデス・マクナブ                                             |
| 83          | No Place Like Home        | 母と姉妹の絆                    |                            | ダグラス・ペトリ                               |                                             | ジョイスの原因不明の頭痛は続いている。アンヤは、バフィーにクーティエの呪文を使って、頭痛の原因となっている呪いの痕跡を調べてはどうかと提案する。試したところ、かけられている呪文はドーンと何らかの関係があることが分かる。その頃、パトロール中に拾った光玉は「ダゴンの恐怖」というお守りであることが判明。さらに、拾った場所で助け出した修道士から、ドーンが扉を開くための「鍵」であることを知らされ、彼女を守るよう頼まれる。                    |                 |                                                                  |
| 84          | Family                    | 家族                            | ジョス・ウィードン         | ジョス・ウィードン                             |                                             | バフィーは寮を出て実家に戻って来た。タラの二十歳の誕生日に、家族が訪ねて来て家に連れ戻そうとする。「一族の女性には悪魔的性質が宿っている」と長年言われ続けて、すっかり信じ込んでいるタラは、自分の中の悪魔を見られるのを恐れて、みんなに悪魔が見えなくなる魔法をかけてしまう。そんな中、悪魔が襲撃してきてバフィー達は危険な目に遭うが、その後、タラの家族の話は、女性を家に縛り付けるための嘘だったことが判明する。                              |                 |                                                                  |
| 85          | Fool for Love             | 過去                            |                            | ダグラス・ペトリ                               |                                             | バンパイアとの戦闘で負傷したバフィー。彼女は過去に2人スレイヤーを殺したことがあるスパイクにスレイヤーの弱点を聞く。このエピソードではスパイクの回想シーンが描かれ、スパイクがバンパイアになったいきさつが明らかになる。 | 2000年11月14日  |                                                                  |
| 86          | Shadow                    | 影                              |                            | デヴィッド・フューリー                         |                                             | 精密検査の結果、ジョイスに脳腫瘍が見つかった。光玉を拾った時に遭遇した怪力の悪魔グローリーが、魔術用の道具をそろえるためにマジックボックスにやって来るが、誰も気づかずに行かせてしまう。グローリーは魔術で作ったコブラの怪物に「鍵」を探させようとするが… |                 |                                                                  |
| 87          | Listening to Fear         | 恐怖の声                        | デヴィッド・ソロモン       | レベッカ・ランド・キースナー                   | クエラー                                    | 隕石とともに落下した宇宙生物クエラーが、一時退院したジョイスの寝室に忍び込む。ジョイスはクエラーに話しかけて説得しようとしていたが、バフィーたちは母の幻覚・独り言と思って聞き流そうと努めていた。 | 2000年11月28日  |                                                                  |
| 88          | Into the Woods            | 森の中へ                        | マルティ・ノクソン         | マルティ・ノクソン                             |                                             | ジョイスの腫瘍摘出手術は成功し、家族は安心する。バフィーはライリーと久しぶりに二人の時間を過ごすが、スパイクに連れて行かれた先で、ライリーがバンパイアに血を吸わせているところを見てしまう。ライリーはイニシアティヴに戻り、外国の任務に就くためサニーデールを去る。このエピソードでバフィーとライリーの恋が終わる。 | 2000年12月19日  |                                                                  |
| 89          | Triangle                  | トライアングル                  | クリストファー・ハイブラー | ジェーン・エスペンソン                         | トロール                                    | バフィーは失恋のせいで情緒不安定に。ジャイルズはグローリーの情報を集めるためイギリスに向かう。マジックボックスで魔法の練習をしているうちに、ウィローはアンヤと口論になり、アンヤの元彼を紫水晶の中から解放してしまう。元彼は浮気をしてトロールに変えられたことでアンヤを恨み、その後魔女に水晶に閉じ込められたことでウィローを恨み、二人に襲いかかる。                                                                                            | 2001年1月9日    |                                                                  |
| 90          | Checkpoint                | チェックポイント                | ニック・マーク             | ダグラス・ペトリ＆ジェーン・エスペンソン       |                                             | バフィーたちは後見人委員会（ウォッチャー・カウンシル）と連絡を取りグローリーの正体を知る。 | 2001年01月23日  | ハリス・ユーリン                                                 |
| 91          | Blood Ties                | 血の絆                          | マイケル・ガースマン       | スティーヴン・S・ディナイト                    | グローリー                                  | 病院にグローリーが出現する。ウィローとタラは彼女を魔法で粉砕するのだが...。 | 2001年2月6日    | クレア・クレーマー                                               |
| 92          | Crush                     | クラッシュ                      | ダニエル・アティラス       | デヴィッド・フューリー                         | ドゥルーシラ                                | サニーデールにドゥルーシラが戻ってくる。一方スパイクはバフィーに愛を告白するのだが...。 | 2001年2月13日   | ジュリエット・ランドー メルセデス・マクナブ                      |
| 93          | I Was Made to Love You    | 愛するロボット                  | ジェームズ・A・コントナー  | ジェーン・エスペンソン                         | エイプリル                                  | サニーデールに謎の女性エイプリルが現れる。彼女はウォーレン・ミアーズが捨てたロボットだった。 | 2001年2月20日   |                                                                  |
| 94          | The Body                  | 別れ                            | ジョス・ウィードン         | ジョス・ウィードン                             |                                             | バフィーの母ジョイスが急死する。過去と現在が交錯するエピソード。 | 2001年2月27日   |                                                                  |
| 95          | Forever                   | 永遠の声                        | マルティ・ノクソン         | マルティ・ノクソン                             |                                             | 母ジョイスの死が受け入れられないドーンはスパイクの手を借り、ジョイスを復活させようとする。 | 2001年4月17日   |                                                                  |
| 96          | Intervention              | 仲裁                            | マイケル・ガースマン       | ジェーン・エスペンソン                         | グローリー                                  | 地獄の門を開ける鍵を探すグローリーはスパイクを拉致する。 | 2001年4月24日   | クレア・クレーマー アンバー・ベンソン                            |
| 97          | Tough Love                | タフな恋                        | デヴィッド・グロスマン     | レベッカ・ランド・キースナー                   | グローリー                                  | グローリーはウィローの恋人タラを襲い、彼女の記憶を吸い取ってしまう。 | 2001年5月1日    | クレア・クレーマー アンバー・ベンソン                            |
| 98          | Spiral                    | スパイラル                      | ジェームズ・A・コントナー  | スティーヴン・S・ディナイト                    | グレゴール グローリー                       | グローリーの追撃をかわしたバフィーはビザンチウム騎士団の襲撃を受ける。郊外の納屋に避難したバフィーは負傷したジャイルズを助けるためベンに連絡する。しかしベンの正体はグローリーだった。 | 2001年5月8日    | クレア・クレーマー アンバー・ベンソン                            |
| 99          | The Weight of the World   | 世界の価値                      | デヴィッド・ソロモン       | ダグラス・ペトリ                               | ドク                                        | グローリーにドーンをさらわれたバフィーは心を閉ざしてしまう。バフィーの内面に入り込んだウィローは幼いころのバフィーに出会う。一方ドクを訪ねたスパイクは彼の裏切りを知る。 | 2001年5月15日   | クレア・クレーマー アンバー・ベンソン                            |
| 100         | The Gift                  | ギフト                          | ジョス・ウィードン         | ジョス・ウィードン                             | ドク グローリー                             | 前作「世界の価値」で世界を救うにはドーンを殺すしかないとの結論に達したバフィー。ジャイルズもバフィーの意見に同調するのだが、バフィーは他の方法を模索する。 | 2001年5月22日   | クレア・クレーマー アンバー・ベンソン                            |
| 第6シーズン |                           |                                 |                            |                                                |                                             | |                 |                                                                  |
| 101         | Bargaining PartI          | 取引 Part1                      | デヴィッド・グロスマン     | マルティ・ノクソン                             | レイザー                                    | バフィーの死後数か月が過ぎたある日、ウィローはバフィーを復活させる儀式を行う。しかし、バフィーの死を知った暴走族の悪魔たちによって儀式を妨害されてしまう。 | 2001年10月2日   | アンバー・ベンソン                                               |
| 102         | Bargaining PartII         | 取引 Part2                      | デヴィッド・グロスマン     | デヴィッド・フューリー                         | レイザー                                    | ウィローの魔法で復活したバフィー。しかし、彼女はこの世に馴染めずに再び自殺を図る。しかし、ドーンの説得で我に返り、自殺を思いとどまる。 | 2001年10月2日   | アンバー・ベンソン                                               |
| 103         | After Life                | 来世                            | デヴィッド・ソロマン       | ジェーン・エスペンソン                         |                                             | バフィー周辺で正体不明の悪霊が跋扈する。 | 2001年10月9日   | アンバー・ベンソン                                               |
| 104         | Flooded                   | 洪水                            | ダグラス・ペトリ           | ジェーン・エスペンソン                         | ウォーレン・ミアーズ ジョナサン・レビンソン | バフィーの自宅が水漏れを起こし、修理代が払えない状況になった。銀行からの融資も受けられずバフィーは働くことを決意するが、先日バフィーに殴られたンファシュニックたちがバフィーに嫌がらせを開始する。 | 2001年10月16日  | トム・レンク ダニー・ストロング アダム・ブッシュ                 |
| 105         | Life Serial               | 人生は続く                      | ニック・マーク             | デヴィッド・フューリー＆ジェーン・エスペンソン | ウォーレン・ミアーズ ジョナサン・レビンソン | ウォーレンたちはバフィー周辺の時空を操作することに成功する。この悪戯でバフィーは散々な目にあうことに。 | 2001年10月23日  | トム・レンク ダニー・ストロング アダム・ブッシュ                 |
| 106         | All The Way               | アバンチュール                  | デヴィッド・ソロモン       | スティーヴン・S・ディナイト                    | ジャスティン                                | ドーンはこっそり家を抜け出し親友ジャニス(アンバー・タンブリン)とダブルデートにでかけるが、デートのお相手はバンパイアだった。ドーンは愛する男を殺す決断をする。 | 2001年10月30日  | アンバー・タンブリン                                             |
| 107         | Once More, With Feeling   | ワンス モア ウィズ フィーリング | ジョス・ウィードン         | ジョス・ウィードン                             | スウィート                                  | サニーデールがミュージカルのようになるエピソード。このエピソードには脚本と製作を担当しているマルティ・ノクソンが特別出演している。 | 2001年11月6日   | ヒントン・バトル アンバー・ベンソン                              |
| 108         | Tabula Rasa               | 白紙に戻して                    | デヴィッド・グロスマン     | レベッカ・ランド・キースナー                   | ティース                                    | 前作「ワンス モア ウィズ フィーリング」でバフィーの本音を知ったウィローはバフィーの死後の記憶を消そうとするが、誤って部屋にいた全員の記憶を消してしまう。 | 2001年11月13日  | アンバー・ベンソン                                               |
| 109         | Smashed                   | 一線を越えるとき                | トゥリ・メイヤー           | ドリュー・Z・グリーンバーグ                    | スパイク ウォーレン・ミアーズ               | タラから別れを告げられたウィローは3年間ねずみの姿のままだった親友エイミー・マディソンを元の人間に戻すことに成功する。一方スパイクは現在のバフィーに対して脳のチップの制御が機能しないことを知り、バフィーに喧嘩を吹っ掛ける。そのころウィローとエイミーはブロンズで盛り上がり、タラとドーンはバフィーの自宅で留守番をする。バフィーはスパイクと殴りあううち次第に愛し合うようになる。                                                             | 2001年11月20日  | エリザベス・アン・アレン                                         |
| 110         | Wrecked                   | 難破船                          | デヴィッド・ソロマン       | マルティ・ノクソン                             |                                             | ウィローはエイミーから魔術師ラック(ジェフ・コーバー)を紹介される。バフィーからドーンの子守を頼まれたウィローはドーンを連れてラックに会いに行くのだが、帰宅途中、謎のモンスターに襲われてしまう。 | 2001年11月27日  | エリザベス・アン・アレン                                         |
| 111         | Gone                      | 姿なき敵                        | デヴィッド・フューリー     | デヴィッド・フューリー                         | ウォーレン・ミアーズ                        | バフィーの自宅に福祉局の職員が訪れる。バフィーは彼女に対し悪い印象を与えてしまう。一方ウォーレン率いるGeek Trioは透明ビーム銃を開発する。街に繰り出した彼らは透明ビームを暴発させ、バフィーを透明にしてしまう。 | 2002年1月8日    | アダム・ブッシュ                                                 |
| 112         | Doublemeat Palace         | ダブルミートパレス              | ニック・マーク             | ジェーン・エスペンソン                         | かつらをつけた女性客                        | バフィーは生活費を稼ぐため近所のファーストフード店「ダブルミートパレス」に就職する。一方ウィローはエイミーに別れを告げる。 | 2002年1月29日   | エリザベス・アン・アレン                                         |
| 113         | Dead Things               | 死人たち                        | ジェームズ・A・コントナー  | スティーヴン・S・ディナイト                    | ウォーレン・ミアーズ                        | 第5シーズンの「愛するロボット」の後日譚。ウォーレンはかつての恋人カトリーナ（アメリンダ・スミス）に復縁を迫るのだが...。 | 2002年2月5日    | アメリンダ・スミス                                               |
| 114         | Older And Far Away        | 遠くへ                          | ジェームズ・A・コントナー  | ドリュー・Z・グリーンバーグ                    |                                             | バフィーの誕生日。この日の夜、凶暴な悪魔が彼女の自宅に居座ってしまう。パニックになった誕生パーティの招待客のアンヤは親友ハルフレックが異常事態の一翼を担っていること、ドーンに盗癖があることを知ってしまう。 | 2002年2月12日   | アンバー・ベンソン                                               |
| 115         | As You Were               | 君のままで                      | ダグラス・ペトリ           | ダグラス・ペトリ                               |                                             | バフィーの前にかつての恋人ライリー・フィンが現れる。彼は同僚のサムと結婚していた。 | 2002年2月26日   |                                                                  |
| 116         | Hell's Bells              | 結婚式                          |                            |                                                | 老人                                        | ザンダーとアンヤの結婚式。謎の老人がザンダーの前に現れる。一方ザンダーの父はアンヤ側の招待客に絡み、式場は乱闘騒ぎになる。 | 2002年3月5日    | ケリ・ロッカ                                                     |
| 117         | Normal Again              | 2つの現実                       |                            |                                                | ウォーレン・ミアーズ                        | ウォーレンたちはバフィーに対しある呪いをかける。このためバフィーは今までの人生が妄想だったと信じ込んでしまう。おまけに、バフィーの意識の中に母ジョイスが現れ、サニーデールは妄想であると主張する。 | 2002年3月12日   | トム・レンク ダニー・ストロング アダム・ブッシュ                 |
| 118         | Entropy                   | エントロピー                    | ジェームズ・A・コントナー  |                                                | ウォーレン・ミアーズ                        | ザンダーとの結婚が破談になったアンヤはスパイクと関係を持ってしまう。そしてその様子をウォーレンたちが盗撮していた。ウィローたちは盗撮者の存在に気づき...。 | 2002年4月30日   | トム・レンク ダニー・ストロング アダム・ブッシュ                 |
| 119         | Seeing Red                | 激情                            | マイケル・ガースマン       | スティーヴン・S・ディナイト                    | ウォーレン・ミアーズ                        | バフィーはウォーレンたちのアジトに乗り込むが、そこにはバフィーを抹殺するための罠が仕掛けられていた。タラとウィローは元のさやに戻るのだが...。 | 2002年5月7日    | トム・レンク ダニー・ストロング アダム・ブッシュ                 |
| 120         | Villains                  | 悪党                            | デヴィッド・ソロマン       | マルティ・ノクソン                             | ウォーレン・ミアーズ                        | 「激情」のラストでウォーレンが銃を乱射したためタラは死に、バフィーは瀕死の重傷を負う。復讐を誓うウィローは魔力を強化し、ウォーレンを森の中に追い詰める。 | 2002年5月14日   | トム・レンク ダニー・ストロング アダム・ブッシュ                 |
| 121         | Two To Go                 | 次なる標的                      | ビル・ノートン             | ダグラス・ペトリ                               | ウィロー・ローゼンバーグ                    | 強敵ウォーレンを倒したウィローはジョナサンとアンドリューの命も狙う。バフィーたちはウィローの殺戮を止めるため、警察に逮捕されていたジョナサンたちを脱走させる。 | 2002年5月21日   | トム・レンク ダニー・ストロング アンソニー・スチュワート・ヘッド |
| 122         | Grave                     | 墓                              | ジェームズ・A・コントナー  | デヴィッド・フューリー                         | ウィロー・ローゼンバーグ                    | ジャイルズに取り押さえられたウィローはアンヤの助けで再び自由の身になる。ジャイルズから魔力と知識を吸収したウィローは世界を破滅させるため砂漠のある場所へと向かう。 | 2002年5月21日   | トム・レンク ダニー・ストロング アンソニー・スチュワート・ヘッド |

### 第7シーズン
| 第7シーズン | 第7シーズン                    | 第7シーズン         | 第7シーズン               | 第7シーズン                                    | 第7シーズン                    | 第7シーズン | 第7シーズン     | 第7シーズン                                                                     |
| 話数        | 原題                           | 邦題                | 監督                      | 脚本                                           | 敵役                           | 解説 | 初放映日 (米国) | ゲスト                                                                          |
| ----------- | ------------------------------ | ------------------- | ------------------------- | ---------------------------------------------- | ------------------------------ | --- | --------------- | ------------------------------------------------------------------------------- |
| 123         | Lessons                        | レッスン            | デヴィッド・ソロモン      | ジョス・ウィードン                             | ファースト                     | 悪魔との取引で魂を取り戻したスパイクの前に歴代の敵役（ファーストによる幻影）が現れる。 | 2002年9月24日   | ハリー・グローナー クレア・クレーマー マーク・メトカーフ ジュリエット・ランドー |
| 124         | Beneath You                    | お前の下            | ニック・マーク            | ダグラス・ペトリ                               |                                | 散歩中の女性が襲われる事件が起きる。事件を調査したバフィーはこの事件がアンヤの呪いで引き起こされたことに気づく。 | 2002年10月1日   |                                                                                 |
| 125         | Same Time, Same Place          | 同じ時 同じ場所で   | ジェームズ・A・コントナー | ジェーン・エスペンソン                         | グナール                       | サニーデールの建設現場で全身の皮膚を失った男の遺体が発見される。男の同僚だったザンダーはウィローの仕業と早合点するが...。 | 2002年10月8日   | カムデン・トイ                                                                  |
| 126         | Help                           | 助けて!             | リック・ローゼンタール    | レベッカ・ランド・キースナー                   |                                | サニーデール高校の生徒キャシー・ニュートン（アズラ・スカイ）がバフィーに助けを求める。バフィーは彼女を救おうとするが...。 | 2002年10月15日  |                                                                                 |
| 127         | Selfless                       | 無私無欲            | デヴィッド・ソロモン      | ドリュー・ゴダード                             | アンヤ・ジェンキンズ           | ウィローが復学した日、大学の敷地内で大量殺人が起きる。アンヤの過去が描かれたエピソード。またこのエピソードではアンヤの親友であるハルフレックとダハフリンの非情な面も描かれている。 | 2002年10月22日  | ケリ・ロッカ                                                                    |
| 128         | Him                            | 彼                  | マイケル・ガースマン      | ドリュー・Z・グリーンバーグ                    |                                | ドーンはサニーデール高校のスポーツ選手RJ・ブルックス(サド・ラッキンビル)に一目惚れする。彼とデートするドーンだったが、同じくRJを愛する上級生から暴行を受ける。ザンダーとスパイクはRJのモテモテぶりに不審を抱く。 | 2002年11月5日   | サド・ラッキンビル                                                              |
| 129         | Conversations With Dead People | 死者との会話        | ニック・マーク            | ジェーン・エスペンソン＆ドリュー・ゴダード     | ファースト                     | ウィローはキャシー・ニュートン（アズラ・スカイ）の亡霊に出会う。バフィーは高校時代の同級生だったバンパイアのホールデン・ウェブスターと再会、ドーンは亡き母と再会する。 | 2002年11月12日  | トムレンク ダニー・ストロング アダム・ブッシュ                                  |
| 130         | Sleeper                        | 眠れる男            | アラン・J・レヴィ         | デヴィッド・フューリー＆ジェーン・エスペンソン |                                | | 2002年11月19日  |                                                                                 |
| 131         | Never Leave Me                 | 独りにしないで      | デヴィッド・ソロモン      | デヴィッド・フューリー                         |                                | バフィーは後見人委員会のクエンティン・トレバーズ（ハリス・ユーリン）から電話で指示をうける。その後、後見人委員会が爆弾テロで消滅する。 | 2002年11月26日  |                                                                                 |
| 132         | Bring on the Night             | 夜の闇に抱かれて    | デヴィッド・グロスマン    | マルティ・ノクソン                             |                                | | 2002年12月7日   |                                                                                 |
| 133         | Showtime                       | ショータイム        | マイケル・グロスマン      | デヴィッド・フューリー                         | トルクハン                     | バフィーの自宅にトルクハン（カムデン・トイ）が押しかける。バフィーは彼を空き地に誘い出し、候補生らにバンパイア退治の実演を見せる。 | 2003年1月7日    | カムデン・トイ                                                                  |
| 134         | Potential                      | 秘めたる力          | ジェームズ・A・コントナー | レベッカ・ランド・キースナー                   |                                | | 2003年1月21日   |                                                                                 |
| 135         | The Killer in Me               | 内なる殺人者        | デヴィッド・ソロモン      | ドリュー・Z・グリーンバーグ                    | エイミー・マディソン           | ウィローは候補生のケネディと遊びに出かける。ファーストキスをかわしたとき、ウィローはウォーレンになってしまう。 | 2003年2月4日    | イアリ・リモン アダム・ブッシュ                                                 |
| 136         | First Date                     | ファーストデート    | デヴィッド・グロスマン    | ジェーン・エスペンソン                         | リッサ                         | ザンダーは工事現場で美しい同僚リッサと出会う。彼女とデートするザンダーだったが...。 | 2003年2月11日   | アシャンティ                                                                    |
| 137         | Get It Done                    | 魔力の源            | ダグラス・ペトリ          | ダグラス・ペトリ                               | ファースト ブリンガー          | スレイヤー候補生のクロエ（ラレイン）が自殺する。 | 2003年2月18日   |                                                                                 |
| 138         | Storyteller                    | 迷監督 アンドリュー | マリタ・グラビアク        | ジェーン・エスペンソン                         | ファースト ブリンガー          | スクービー・ギャングの一員となり、バフィーたちの記録を後世に残そうとするアンドリュー（トム・レンク）。現実から逃避気味の彼に対しバフィーたちはサニーデールに戻ってきた真相を話すように諭す。 | 2003年2月25日   | トム・レンク アダム・ブッシュ                                                   |
| 139         | Lies My Parents Told Me        | 母の嘘              | デヴィッド・フューリー    | デヴィッド・フューリー＆ドリュー・ゴダード     |                                | スパイクに母を殺された過去を持つウッドはジャイルズにそのことを話す。ジャイルズはスパイクとバフィーを引き離し、ウッドとスパイクを対決させる。 | 2003年3月25日   | D・B・ウッドサイド                                                              |
| 140         | Dirty Girls                    | 汚れた女            | マイケル・ガースマン      | ドリュー・ゴダード                             | ファースト                     | サニーデールに殺し屋ケイレブが現れる。バフィーはケイレブたちがアジトにしているワイン倉庫に乗り込むが...。 | 2003年4月15日   | エリザ・ドゥシュク                                                              |
| 141         | Empty Places                   | 空虚                | ジェームズ・A・コントナー | ドリュー・Z・グリーンバーグ                    | ケイレブ 警官                  | ケイレブがバフィーの勤務先に出現する。一方、フェイスはバフィーに無断で候補生たちとともにブロンズに繰り出す。だが、フェイスはブロンズに現れた警察官によって逮捕されてしまう。「刑務所には戻らない」と主張するフェイスに警官らは「誰が刑務所に戻すといった」とあざ笑う。フェイスが警官たちに暴行を加えているのを目撃したバフィーは皆を自宅に戻し説教をする。しかし、候補生らは反発、フェイスを自分たちのリーダーに選んでしまう。 | 2003年4月29日   | エリザ・ドゥシュク                                                              |
| 142         | Touched                        | 感触                | デヴィッド・ソロモン      | レベッカ・ランド・キースナー                   | ファースト                     | フェイスの前に元市長の姿をしたファーストが現れる。フェイスはファーストの誘いを断り、明け方数名の候補生とともに抜け駆けを図るが...。 | 2003年5月6日    | エリザ・ドゥシュク                                                              |
| 143         | End of Days                    | 時代の終わり        | マリタ・グラビアク        | ダグラス・ペトリ＆ジェーン・エスペンソン       | ケイレブ                       | バフィーはファーストによって強化されたケイレブを相手に苦戦するが、そこにエンジェルが現れる。 | 2003年5月13日   | エリザ・ドゥシュク                                                              |
| 144         | Chosen                         | 選ばれし者          | ジョス・ウィードン        | ジョス・ウィードン                             | ケイレブ トルクハン ファースト | ケイレブを倒したバフィーはエンジェルからアミュレットを受け取る。バフィーは一同を集め地獄への奇襲を仕掛ける。 | 2003年5月20日   | エリザ・ドゥシュク                                                              |

## サウンドトラック

### Buffy the Vampire Slayer
| トラック | アーティスト                    | 曲名                                     | |
| -------- | ------------------------------- | ---------------------------------------- | --- |
| 1        | Nerf Herder                     | Buffy the Vampire Slayer Theme           | テーマ曲 |
| 2        | Guided by Voices                | Teenage FBI                              | |
| 3        | Garbage                         | Temptation Waits                         | |
| 4        | Velvet Chain                    | Strong                                   | |
| 5        | Hepburn                         | I Quit                                   | この曲はドラマの挿入歌として作成されたが実際には使用されなかった。日本版DVD-Video『吸血キラー聖少女バフィー』第1シーズンvol.5に映像特典としてこの曲のプロモーションビデオが収録されている。その後日本にて、フジテレビ系「FNNスーパーニュース」のエンディングテーマ（1999年度）に起用された。 |
| 6        | Furslide                        | Over My Head                             | |
| 7        | Bif Naked                       | Lucky                                    | |
| 8        | Black Lab                       | Keep Myself Awake                        | |
| 9        | K's Choice                      | Virgin State of Mind                     | |
| 10       | Superfine                       | Already Met You                          | |
| 11       | Face to Face                    | The Devil You Know (God is a Man)        | |
| 12       | Kim Ferron                      | Nothing But You                          | |
| 13       | Alison Krauss and Union Station | It Doesn't Matter                        | |
| 14       | The Sundays                     | Wild Horses                              | |
| 15       | Four Star Mary                  | Pain (Slayer Mix)                        | |
| 16       | Splendid                        | Charge                                   | |
| 17       | Rasputina                       | Transylvanian Concubine                  | 第2シーズンの「誕生日の贈り物」でドゥルーシラのダンスのシーンのとき使用された曲。 |
| 18       | Christophe Beck                 | Close Your Eyes (Buffy/Angel Love Theme) | バフィーとエンジェルの愛のテーマ。「変貌Part2」で使用された。 |

### 聖少女バフィー ワンス・モア・ウィズ・フィーリング
このサウンドトラックのみ日本版が発売された。1曲目から19曲目はミュージカルのエピソード「ワンス・モア・ウィズ・フィーリング」で使用された曲。アーティストも出演した俳優である。
| トラック | 曲名（英語表記）                                  | （日本語）                                | アーティスト                                         |                                                          | 時間  |
| -------- | ------------------------------------------------- | ----------------------------------------- | ---------------------------------------------------- | -------------------------------------------------------- | ----- |
| 1        | "Overture / Going Through the Motions"            | 序曲/ゴーイング・スルー・ザ・モーションズ | サラ・ミシェル・ゲラー                               |                                                          | 02:57 |
| 2        | "I've Got a Theory / Bunnies / If We're Together" | 私に言わせれば/ウサギ/みんなが一緒なら    | ニコラス・ブレンドン＆エマ・コーフィールド           |                                                          | 02:22 |
| 3        | "The Mustard"                                     | マスタード                                |                                                      | 服についたマスタードの染みをふき取ってる男性とコーラス。 | 00:18 |
| 4        | "Under Your Spell"                                | あなたの魔法に                            | アンバー・ベンソン                                   |                                                          | 02:55 |
| 5        | "I'll Never Tell"                                 | アイル・ネヴァー・テル                    | ニコラス・ブレンドン＆エマ・コーフィールド           |                                                          | 04:01 |
| 6        | "The Parking Ticket"                              | パーキング・チケット                      | マルティ・ノクソン                                   | マルティ・ノクソンは駐車違反をした女性として登場した。   | 00:45 |
| 7        | "Rest in Peace"                                   | 安らかに眠らせて                          | ジェームズ・マースターズ                             |                                                          | 02:46 |
| 8        | "Dawn's Lament"                                   | ドーンのラメント                          | ミシェル・トラクテンバーグ                           |                                                          | 01:19 |
| 9        | "Dawn's Ballet"                                   | ドーンのバレエ                            | ミシェル・トラクテンバーグ                           |                                                          | 01:12 |
| 10       | "What You Feel"                                   | ホワット・ユー・フィール                  | ヒントン・バトル＆ミシェル・トラクテンバーグ         |                                                          | 03:01 |
| 11       | "Standing"                                        | スタンディング                            | アンソニー・スチュワート・ヘッド                     |                                                          | 02:10 |
| 12       | "Under Your Spell / Standing — reprise"           | あなたの魔法に/スタンディング－リプライズ | アンバー・ベンソン＆アンソニー・スチュワート・ヘッド |                                                          | 01:35 |
| 13       | "Walk Through the Fire"                           | 炎をくぐり抜けて                          | サラ・ミシェル・ゲラー＆ジェームズ・マースターズ     |                                                          | 03:44 |
| 14       | "Something to Sing About"                         | サムシング・トゥ・シング・アバウト        | サラ・ミシェル・ゲラー＆ジェームズ・マースターズ     |                                                          | 04:40 |
| 15       | "What You Feel — reprise"                         | ホワット・ユー・フィール－リプライズ      | ヒントン・バトル                                     |                                                          | 00:46 |
| 16       | "Where Do We Go from Here?"                       | 私たちこれからどうなるの？                | サラ・ミシェル・ゲラー＆ジェームズ・マースターズ     |                                                          | 01:53 |
| 17       | Coda                                              | コーダ                                    | サラ・ミシェル・ゲラー＆ジェームズ・マースターズ     |                                                          | 00:40 |
| 18       | "End Credits (Broom Dance / Grr Argh)"            | エンド・クレジット                        |                                                      |                                                          | 00:31 |
| 19       | "Main Title"                                      | メイン・タイトル                          |                                                      |                                                          | 00:26 |
| 20       | Suite from "Restless"                             | 「レストレス」からの組曲                  |                                                      | 第4シーズン最終回「静まることなく…」で使用された曲       | 05:02 |
| 21       | Suite from "Hush"                                 | 「ハッシュ」からの組曲                    |                                                      | 第4シーズン「静けさ」で使用された曲                      | 06:54 |
| 22       | Sacrifice (from "The Gift")                       | サクリファイス（「ザ・ギフト」より）      |                                                      | 第5シーズン最終回「ギフト」のラストシーンで流れた曲。    | 02:55 |
| 23       | "Something to Sing About" (demo)                  | サムシング・トゥ・シング・アバウト(demo)  |                                                      | デモ版                                                   | 04:27 |

### Buffy the Vampire Slayer: Radio Sunnydale
米国版とイギリス版の2種類が存在する。

#### 曲目 (イギリス版)
| トラック | アーティスト       | 曲名                            |                                                                                             |
| -------- | ------------------ | ------------------------------- | ------------------------------------------------------------------------------------------- |
| 1        | The Breeders       | Buffy Main Title Theme          |                                                                                             |
| 2        | The Dandy Warhols  | Bohemian Like You               |                                                                                             |
| 3        | Nikka Costa        | Everybody Got Their Something   | 第6シーズンの「アバンチュール」で使用された曲。                                             |
| 4        | Christophe Beck    | Dead Guys with Bombs            | 「ツェッポ」で使用された曲。またこの曲の一部は第2シーズンの「愛のかけ違い」でも使用された。 |
| 5        | dēvics             | Key                             |                                                                                             |
| 6        | Lunatic Calm       | Sound of the Revolution         |                                                                                             |
| 7        | Dashboard Prophets | Ballad for Dead Friends         | 「収穫」で使用された曲。バンパイアのダーラたちがブロンズを襲撃するシーンで使われた。        |
| 8        | Angie Hart         | Blue                            | 第7シーズンの「死者との会話」で使用された曲。                                               |
| 9        | Aimee Mann         | Pavlov's Bell                   |                                                                                             |
| 10       | Alison Krauss      | That Kind of Love               |                                                                                             |
| 11       | Aberdeen           | Sink or Float                   |                                                                                             |
| 12       | Patty Medina       | Still Life                      |                                                                                             |
| 13       | Laika              | Black Cat Bone                  |                                                                                             |
| 14       | Man of the Year    | Just as Nice                    | 第6シーズンの「アバンチュール」で使用された曲。                                             |
| 15       | Melanie Doane      | I Can't Take My Eyes off You    |                                                                                             |
| 16       | Fonda              | The Sun Keeps Shining on Me     | 第6シーズンの「アバンチュール」で使用された曲。                                             |
| 17       | Halo Friendlies    | Run Away                        | 第6シーズン「一線を越えるとき」のブロンズのシーンで使用された曲。                           |
| 18       | Emiliana Torrini   | Summerbreeze                    |                                                                                             |
| 19       | Cibo Matto         | Sugar Water                     |                                                                                             |
| 20       | Robert Duncan      | The Final Fight(Original Score) | シリーズ最終回「選ばれし者」の戦闘シーンで使用された曲。                                    |
| 21       | Nerf Herder        | Buffy the Vampire Slayer Theme  |                                                                                             |

#### 曲目(米国版)
| トラック | アーティスト       | 曲名                            |                                                               |
| -------- | ------------------ | ------------------------------- | ------------------------------------------------------------- |
| 1        | The Breeders       | Buffy Main Title Theme          |                                                               |
| 2        | Joey Ramone        | Stop Thinking About It          |                                                               |
| 3        | The Dandy Warhols  | Bohemian Like You               |                                                               |
| 4        | Nikka Costa        | Everybody Got Their Something   |                                                               |
| 5        | dēvics             | Key                             |                                                               |
| 6        | Lunatic Calm       | Sound of the Revolution         |                                                               |
| 7        | Dashboard Prophets | Ballad for Dead Friends         |                                                               |
| 8        | Angie Hart         | Blue                            |                                                               |
| 9        | Aimee Mann         | Pavlov's Bell                   |                                                               |
| 10       | Blur               | There's No Other Way            |                                                               |
| 11       | Sarah McLachlan    | Prayer of Saint Francis         | この曲は第6シーズンの最終回「墓」のラストシーンで使用された。 |
| 12       | Robert Duncan      | The Final Fight(Original Score) |                                                               |

## コミック版
- Origin(1996)

映画『バッフィ/ザ・バンパイア・キラー』の漫画化作品。

### 第8シーズン
- The Long Way Home

4部で構成。ウィローの親友だったエイミーとバフィーの死闘を描く。
Part1
バフィーたちは教会を占拠していた悪魔たちを退治する。一方、サニーデールを訪れたアメリカ陸軍のボル将軍は瓦礫の山からエイミーを救出する。
Part2
バフィーの城にエイミーが現れる。彼女の狙いはバフィーの命だった。
Part3
エイミーは無数のゾンビを操るなどしてバフィーたちを執拗に攻撃する。Part2で登場したウィローがバフィーたちの危機を救う。
Part4
エイミーによって米軍基地に拉致されたウィロー。彼女の前に現れたのは死んだと思われていたウォーレンだった。
ウィロー救出のため米軍基地に乗り込んだバフィーはイーサン・レインの遺体を発見。基地の司令官ボルの正体を知る。
- The Chain
- No Future for You

フェイスが主人公の物語。4部作。
Part1
ロビン・ウッドの指示で子供のバンパイアたちを退治したフェイスはジャイルズからロダン率いる悪のスレイヤークラブへの潜入を命じられる。
Part2
悪のスレイヤークラブに潜入したフェイスはロックデーモンの攻撃を受ける。
Part3
ロダンは魔法でバフィーを拉致する。潜入のことを知らされていなかったバフィーはフェイスと乱闘になる。
Part4
潜入がばれたフェイスは敵のスレイヤー・ジジの攻撃を受ける。バフィーから連絡を受けたジャイルズは捕らわれの身となったフェイスを救出する。
- Anywhere but Here

ウィローとバフィーの物語。この中でウィローとケネディが破局した真相が明かされる。そしてバフィーは尻尾に喜怒哀楽を表すパネルを貼り付けた怪物と対決する。
- A Beautiful Sunset

第8シーズンで登場したスレイヤー・サツの過去と「選ばれし者」で登場したスレイヤー候補生サーモン・ドフラーのその後が描かれる。
- Wolves at the Gate

4部作。日本が舞台となり、第5シーズンで登場したドラキュラ伯爵が再登場する。
Part1
バフィーの城にバンパイアが侵入し、第7シーズンでバフィーが使用した鎌が奪われる。
Part2
バフィーは侵入したバンパイアが日本人だったことから、日本人のスレイヤー・アイコと連絡をとるが、アイコはバンパイアのトオルとクミコに空と陸の2方面から同時攻撃を受ける。
- Time of Your Life

スピンオフ作品『Fray』とクロスオーバーしている作品。4部作。
このエピソードでドーンが更なる変貌を遂げる。
- After These Messages . . . Well be right back!
- Harmonic Divergence

ロサンゼルスが舞台。ハーモニーが主役となっている。
- Swell
- Predators and Prey
- Safe
- Living Doll
- Retreat
- Turbulence
- Twilight
- Last Gleaming

シーズンファイナル。

## 小説
聖少女バフィー
著者：リッチー・タンカスレイ・クジック、訳者：矢口悟
「ヘルマウスへようこそ」と「収穫」をもとにしたノベライゼーション。
死霊の王
著者：クリストファー・ゴールデン＆ナンシー・ホルダー、訳者：矢口悟
オリジナル小説。
ウィロー&タラ
著者：アンバー・ベンソン

## ゲーム
バフィー ザ バンパイア スレイヤー：カオス ブリーズ
Xbox（2003年12月25日）
第5シーズンの17話・18話の間に入る幻のエピソードをシナリオとして採用。
Buffy the vaipireslayerWrath of the Darkhul King
GBA（2003年）
海外のみで販売されたアクションゲームで、ナツメが開発。

## スピンオフ作品

### TV
デヴィッド・ボレアナズ演じるエンジェルを主人公に据えた作品『エンジェル』が1999年から2004年にかけて製作された。アメリカの本放送では『バフィー 〜恋する十字架〜』と同日に放送され、両番組がリンクしているエピソードも多い。
また、人気キャラクターのフェイスが主人公の『フェイス』も計画されたが、フェイス役のエリザ・ドゥシュクが『トゥルー・コーリング』に出演したため、実際に製作されることはなかった。
アニメシリーズの放送も予定されていたが、実現しなかった（ただし配役は決まっており、バフィー役はゲーム作品でバフィー役を演じたジゼル・ローレンが演じることになっていた）。

### コミック
スパイク
単品で数冊が発行。
2008年7月からテレビシリーズ『エンジェル』のスピンオフ作品である『Spike:After the Fall』が刊行された。
Fray
19歳のバンパイアスレイヤーMelaka "Mel" Fray が主人公。2001年から2003年まで発行された。
Tales of the Slayers
歴代のスレイヤーの活躍を描いた作品。エピソードの1つを『バフィー 〜恋する十字架〜』でタラ役を演じたアンバー・ベンソンが執筆している。
Tales of the Vampires
Willow
2009年12月から発売開始。第1章は『Godnesses & Monsters』。
ハーモニー・シリーズ
ハーモニー・ケンドールを主人公としたシリーズ。ウェブコミックの形式で2009年から配信されている。
ライリー
ライリー・フィンを主人公とした作品。2010年8月にダークホースコミックスから刊行の予定。

## 日本語版制作スタッフ
- 翻訳 - 伊原奈津子[12]、桜井 文[12]、柳澤由美[12]、中村紀美子[12]
- 演出 - 鍛治谷功
- プロデューサー - 𠮷田あさみ
- 編集協力 - 生駒典子
- 効果 - 引地康文
- 制作担当 - 三木恵子
- 日本語版制作 - ムービーテレビジョン
- 日本語版配給 - ニューズ・ブロードキャステイング・ジャパン